# Samundratar
Samundratar (en népalais : समुन्द्रटार) est un comité de développement villageois du Népal situé dans le district de Nuwakot. Au recensement de 2011, il comptait 1 997 habitants.